# Oliveto Lario
Oliveto Lario é uma comuna italiana da região da Lombardia, província de Lecco, com cerca de 1.111 habitantes. Estende-se por uma área de 16 km², tendo uma densidade populacional de 69 hab/km². Faz fronteira com Abbadia Lariana, Barni (CO), Bellagio (CO), Civenna (CO), Lasnigo (CO), Lierna, Magreglio (CO), Mandello del Lario, Valbrona (CO), Varenna.

## Demografia
| Variação demográfica do município entre 1861 e 2011                               |
|                                                                                   |
| Fonte: Istituto Nazionale di Statistica (ISTAT) - Elaboração gráfica da Wikipedia |